# Monika Fasnacht
Monika Fasnacht (* 6. August 1964 in Olten) ist eine Schweizer Moderatorin. Im Schweizer Fernsehen moderierte sie Jass-, Sport- und Tiersendungen.

## Leben
Nach der Matura Typus E besuchte Monika Fasnacht die Hotelfachschule in Luzern. Neben dem Hotelfach arbeitete Fasnacht zweieinhalb Jahre bei der Swissair als Flugbegleiterin und viereinhalb Jahre als Sport- und Moderationschefin bei Radio Zürisee, bevor sie 1993 zum Fernsehen ging.

## Laufbahn beim Schweizer Fernsehen
- bis 2002 Sport aktuell auf SF DRS
- anschliessend Sportpanorama auf SF DRS
- 1997–2010 Moderation Donnschtig-Jass
- 1999–2017 Moderation Samschtig-Jass[3]
- bis Ende 2007 Leiterin und Redaktorin der Jass-Sendungen

Mehrere Jahre moderierte Fasnacht zusammen mit Sascha Ruefer die Schweizer Ausscheidung des Grand Prix der Volksmusik. Im Jahr 2005 präsentierte Fasnacht das Internationale Finale in Zürich.
Von 2017 bis 2018 führte sie für zwei Staffeln die Sendung Tiergeschichten – Unterwegs mit Monika und Filou, zuvor wirkte sie in der Vorgängersendung Tierische Freunde als Expertin mit.

## Selbständigkeit
Nach ihrer Zeit beim Schweizer Fernsehen ist sie selbständig erwerbend. Sie moderiert seit 2019 die monatliche Jass-Sendung «Top Jass» auf «Tele Top». Die ausgebildete Hundetrainerin veranstaltet Hundekurse. Auch bietet sie Jassferien an. Sie engagiert sich für die Region Arosa und ist Botschafterin des Bärenschutzzentrums Arosa Bärenland.
Seit 2018 ist sie verheiratet, wohnt in Wildberg ZH und hat einen Zweitwohnsitz in Arosa.

## Bücher
- Monika Fasnachts Tiergeschichten. Unterwegs mit Monika & Filou. Das Buch zur TV-Sendung. Weltbild, Olten 2017, ISBN 978-3-03812-705-5.
- Jasskurs. Karten-Grundlagen und Schieber. Somedia Buchverlag, Glarus/Chur 2021, ISBN 978-3-907095-47-8.